# 친위대 제33무장척탄병사단 샤를마뉴
친위대 제33무장척탄병사단 샤를마뉴 (제1프랑스)(독일어: 33. Waffen-Grenadier-Division der SS „Charlemagne“ (französische Nr. 1))는 제2차 세계대전 당시 독일군의 편에 서서 싸운 프랑스인 의용병들로 구성된 부대로, 처음에는 국방군에 속했다가 이후 무장친위대에 배속되었다.
본래 국방군 소속이었던 프랑스 반공의용군단(LVF)을 모태로 한다. LVF의 정식 명칭은 제638보병연대(Infanterieregiment 638)였다. 이후 1944년 9월에 LVF와 제8SS의용돌격여단 프랑크라이히(8. SS-Freiwilligen-Sturmbrigade „Frankreich“)의 잔존 병력을 긁어모아 친위대 무장척탄병여단 샤를마뉴(Waffen-Grenadier-Brigade der SS "Charlemagne")가 편성되었다. 병력이 최대에 달했던 1944년에는 7,400-11,000명에 달했다. 1945년 2월 사단으로 승격되어 제33무장척탄병사단 샤를마뉴 (제1프랑스)를 칭하게 되었으나 병력 수는 오히려 7,340여 명으로 줄어들었고, 패전 당시인 1945년 5월에는 불과 60명밖에 남지 않았다.
샤를마뉴 사단은 베를린 공방전 당시 총통엄폐호 수비에 참여했으며 대전 마지막 순간까지 싸운 독일군 부대 중 하나이다.

## 같이 보기
- 독일 국방군의 사단 목록